# فورت چسترفیلد (قایق دودگلی)
فورت چسترفیلد (قایق دودگلی) (به انگلیسی: Fort Chesterfield (schooner)) یک کشتی است که طول آن ۸۰ فوت (۲۴ متر) و ارتفاع آن ۹ فوت (۲٫۷ متر) می‌باشد. این کشتی در سال ۱۹۲۰ ساخته شد.